# スーパーヒーロー作戦
『スーパーヒーロー作戦』（スーパーヒーローさくせん）は、1999年1月28日にバンプレストから発売された、PlayStation用ロールプレイングゲーム。

## 概要
SDにディフォルメされたロボットアニメや特撮作品のキャラクターが戦うクロスオーバー作品「コンパチヒーローシリーズ」の1つ。過去にコンパチヒーローシリーズとして、同様のコンセプトで発売された『ヒーロー戦記 プロジェクト オリュンポス』や『ガイアセイバー ヒーロー最大の作戦』の流れを受けて製作された。スーパーロボット大戦シリーズに並ぶ新たなクロスオーバー作品としてシリーズ化を目指し、2作目の『スーパーヒーロー作戦 ダイダルの野望』が製作された。タイトルロゴも、同シリーズと同じ字体を使用している。
本作は2000年に発売された『スーパーロボット大戦α』（以下『α』と表記）との関連性をもたせており、主要キャラクターのイングラム・プリスケン、ヴィレッタ・プリスケン、ユーゼス・ゴッツォは『α』にも重要な役割で登場。また、サブキャラクターのクスハ・ミズハ、ブルックリン・ラックフィールド、レオナ・ガーシュタイン、リョウト・ヒカワの4人は『α』の主人公となる。エンディングのスタッフロールの最後には『α』に続くかのような文があり、『α』において、犯罪組織バディムの言及や本作での台詞が使われていたりと繋がりを匂わせる部分が多い。これは本作が、イングラム、ユーゼスにとって『α』の前日談にあたる作品となっているためである。なお、『α』（およびその続篇）のストーリーも内包している「スーパーロボット大戦OGシリーズ」（バンプレストオリジナルのみで構成されるゲーム・アニメシリーズ）にも影響し、2作の人物・設定など内容と繋がり部分が多い。

## あらすじ
地球連邦政府によって設立されたTDF（Terrestrial Defence Force=地球防衛軍）が地球圏を守る新西暦。155年に突如、世界に姿を現した怪獣と別宇宙からの侵略者による驚異、その混乱に乗じた超科学力を持つ犯罪組織のテロに晒され、後世に「混乱の時代」と呼ばれた危機は、侵略者を追って人類に味方した光の巨人とTDFの精鋭、独立遊撃部隊ガイアセイバーズの手によって乗り越えられた。
ガイアセイバーズ解散から時が流れ、195年。TDFは宇宙移住者を差別する権力者と新たに設立されたOZに掌握され、かつての姿は見る影もなく堕落していた。宇宙を漂っていたのを反TDF組織ピースミリオンに救われた記憶喪失の主人公は、ネオジャパンコロニーで密かに開発されている災厄の兵器アルティメットガンダムをTDFに先駆け、奪取するという任務を帯びて「混乱の時代」の遺産である対怪獣人型機動兵器パーソナルトルーパー・アールガンを駆って単身出動する。待ち受ける自身の宿命も、これを機に起きる事件が誰も体験したことがない、次元を超えた闘いの序章とも知らないまま。

## 登場作品
- ウルトラマン
- ウルトラセブン
- 帰ってきたウルトラマン
- ウルトラマンA
- ウルトラマンタロウ
- ウルトラマンレオ
- 快傑ズバット
- 宇宙刑事ギャバン
- 宇宙刑事シャリバン
- 宇宙刑事シャイダー
- 超人機メタルダー
- 人造人間キカイダー
- キカイダー01
- 機動武闘伝Gガンダム
- 新機動戦記ガンダムW
- バンプレストオリジナル

世代を越えて知名度が高いウルトラシリーズ、20代を狙った宇宙刑事シリーズ、特撮番組に馴染みの薄い若年ユーザーのためにガンダムシリーズなどが選ばれた。逆にコンパチヒーローシリーズの常連である仮面ライダーシリーズは他を食ってしまうとの理由から意図的に外されている。制作サイドとしては子供向け作品と位置づけていたが、実際のユーザー層と食い違う結果となった。

## 登場勢力

### 新西暦155年
TDF（Terrestrial Defence Force=地球防衛軍）
地球連邦政府によって結成された防衛機関。怪獣や凶悪宇宙人から地球を防衛することを目的とする。本部をパリに置き、ワシントン、モスクワ、ロンドン、極東などに支部を持つ。
極東支部は富士山麓の二子山山中にあり、ウルトラ警備隊、MAT、そしてガイアセイバーズといった精鋭部隊を擁している。
ウルトラ警備隊
TDF極東支部第1独立遊撃部隊。
ガイアセイバーズ
TDF極東支部第2独立遊撃部隊。宇宙刑事（表向きはパリ本部製）の戦闘母艦を拠点とし、独自の判断によって怪事件に対処する。
科学特捜隊出身のハヤタを隊長に据え、主人公やモロボシ・ダン、一条寺烈、剣流星、ジロー等のスーパーヒーローたちが所属する。
MAT
SRXチーム
科学特捜隊
銀河連邦政府・銀河連邦警察
銀河系にて最大勢力を誇る惑星間国家政府。同じ惑星での争いが絶えない地球人を蔑視する風潮がある。
ハンターキラーは「正義を振りかざして自分達に都合良く銀河系を支配しようとしている」と評している。実際に地球を犯罪組織の猛者達を留まらせる牢獄扱いしているので、彼の言うことは間違ってはいない。
宇宙警備隊
ETF（Extra Terrestrial Force）
光の国の戦士達や銀河連邦警察に追われた宇宙人や異次元人が集まって結成した、地球侵略を企む連合体。メフィラス星人と巨大ヤプールが首領的な存在で、幹部格のザラブ星人をはじめバルタン星人やガッツ星人、メトロン星人など多数の凶悪宇宙人が中枢を務める。また、地球土着の怪獣も戦力として利用する。
宇宙人の侵略を嫌うネロス帝国や、よく似た目的の宇宙人組織であるフーマとは敵対関係にあった。
ペガッサ星人を利用して地球を他の宇宙組織から孤立させることに成功するが、ガイアセイバーズの活躍とデビルガンダムが基地を襲撃したために崩壊。
指導部はゴルゴダ星へと逃亡し、残党はバディムに吸収され、時間跳躍を実現させたユーゼスがメフィラス星人に代わる新たな指導者となる。
フーマ
『宇宙刑事シャイダー』の敵組織だが、既に壊滅したとされる『宇宙刑事ギャバン』のマクーと『宇宙刑事シャリバン』のマドーを吸収しているため、それらの幹部・怪人も登場する。
ダーク
『人造人間キカイダー』の敵組織。
ネロス帝国
『超人機メタルダー』の敵組織であるが、初登場時では原作の4大軍団のうちモンスター・機甲軍団は登場しない。
上記の三組織は結託しており、フーマの怪人を隊長とした人造人間・戦闘員の混合部隊での活動が主となっている。
バディム
新西暦155年頃の混乱の時代に活動していた地球征服を企む悪の組織。結託したフーマとネロス帝国が壊滅したETF・TDF両組織の残党を吸収して誕生し、歴史の改変によってETFの指導者となったユーゼスが君臨する。新西暦195年においては、TDFの独立遊撃部隊ガイアセイバーズによって壊滅させられたと伝えられていた。

### 新西暦195年
ピースクラフト
ピースミリオン
ネオバディム
反TDFを掲げる武装集団。OZから流出したMSで居住区を攻撃するなど過剰な行為から同じ目的を持つピースミリオンからも危険視されている。組織名は過去に存在した犯罪組織から冠した物に過ぎなかったが歴史の改変によってユーゼス率いる宇宙人と結託し、デビルガンダムの力さえも手中に収めた最強最悪の軍団と化す。
ホワイトファング
TDF（Terrestrial Defence Force=地球防衛軍）
かつての地球防衛機関。怪獣や異星人の侵略が激減したため、地球圏の治安維持が主任務となっている。
この時代には地球至上主義者の尖兵に成り下がっており、幾度となく宇宙移民の独立運動を弾圧し、人民から嫌悪されている。
OZ
TDFの精鋭。歴史改変後はネオバディムに大敗し、指導者のトレーズ共々彼らの傘下となる。
ネオジャパン

## 登場人物
特撮作品の人物たちの顔グラフィックは、アニメーション調にアレンジされている。
出演俳優・声優はゲームのエンドクレジットより。

### ガイアセイバーズ
イングラム・プリスケン（男主人公）、ヴィレッタ・プリスケン（女主人公） / アールガン→R-GUNパワード
声 - 古澤徹（イングラム）、田中敦子（ヴィレッタ）
本作の主人公。ゲーム開始する際にイングラムかヴィレッタのどちらかを選択する（選択しなかった方の主人公は登場しない）。
反TDFレジスタンス組織ピースクラフトの特殊工作員。クールな性格で、あまり感情を表に出さない。過去に大事故に遭遇し、記憶の大半を失いさまよっていた所をピースクラフトに拾われた過去を持つ。
アルティメットガンダムの破壊任務に出動してからタイムスリップし、混乱の時代へ飛ばされてしまう。過去の世界では竜ヶ森に飛ばされており、ハヤタとの出会いから科学特捜隊、ウルトラ警備隊など地球防衛軍への配属となる。次第に強まっていく怪獣軍団や秘密結社ダークと戦っていき、ガイアセイバーズとの友情が深くなり、多くの人物からの信頼を集める。終盤で仮面を被ったユーゼスとの接触により記憶を取り戻し、自身の正体はユーゼスのクローンであったことが判明する。その後、ガイアセイバーズに黙り続けるも、最終的にユーゼスの素顔が露になったことで仲間がその事実を知ることとなる。ユーゼスの消滅によってダンジョンが崩壊していく中、「ガイアセイバーズのことは忘れない」と台詞を残し自身も消滅したと思われたが、エンディングでリュウセイ達SRXチームの次元に存在したことが判明し、チームの教官として登場している。
スーパーロボット大戦シリーズでの詳細はSRX計画#イングラム・プリスケンおよびSRX計画#ヴィレッタ・バディムを参照。
なお、モチーフとなったのは『ヒーロー戦記 プロジェクト オリュンポス』に登場したギリアム・イェーガーである。その後、両者が競演した『スーパーロボット大戦ORIGINAL GENERATION』ではイングラムとギリアムの間で意味深な会話をしている。
ハヤタ・シン / ジェットビートル / ウルトラマン
科学特捜隊の隊員。竜ヶ森でパトロール中に青い玉（ベムラー）を追ってきた赤い玉（ウルトラマン）と衝突して死んでしまうが、ウルトラマンと一心同体となって蘇り、以後は自身の正体を隠しながらも主人公たちと協力して怪獣や異星人と戦う。途中まで科学特捜隊の一員であったが、新たに結成された特殊部隊「ガイアセイバーズ」の隊長を務める。
ゼットンとの戦いの後、原作通りにウルトラマンと分離するもの、後半からは彼自身の戦意から再び一心同体となってセブンと共に地球に帰還、ガイアセイバーズの職務に戻る。
終盤でユーゼスが暴走したのは自身達の存在が原因だと言い、兄弟揃って光の力を使い果たしてゼストと化したユーゼスの力を抑制することに成功したが、命を捨てるも同然の行為であったため、光の力を使い果たすとウルトラ兄弟達は消滅してしまった。
モロボシ・ダン / ウルトラホーク1号 / ウルトラセブン
美しい星といわれる地球に感動して訪れた光の巨人二番目の戦士。最初は名も無き風来坊を気取ってクール星人の陰謀を追っていた。クール星人が出現すると同時にセブンに変身し主人公や烈と協力して撃退する。ウルトラ警備隊の隊員になった際、ハヤタと光の巨人同士の共鳴をし、兄弟とは違う深い友情が芽生える。
改造パンドンとの戦いが終わった後、恋人のアンヌに正体を打ち明け、ウルトラの星へ帰るが、後半でハヤタと共にナックル星人に苦戦している郷を助ける。後にバディムに乗っ取られたTDF基地を取り戻すために隊員たちを独房から助けた際、アンヌとの再会を果たす。
郷 秀樹 / マットアロー1号 / ウルトラマンジャック
前半、バルタン星人の異常発生により、TDFでも対処しきれないということで虎の子MATの出番になった際にゲスト出演。主人公達がR惑星から地球へ向かっていた際、ドモンやヒイロたちガンダムチームとの協力で丹張市を支配していた大量のバルタン星人軍団と戦い、撃退に成功する。
後半で一時戦場から身を退いたハヤタ、ダンに代わって一人果敢に戦っていた。しかし悪逆非道なナックル星人との戦いで敗北しており、復活したハヤタとダンに助けられ、ガイアセイバーズに仲間入りする。原作ではウルトラ兄弟の設定が生まれて以降、ダンを「セブン兄さん」と呼ぶが、本作では呼び捨てで「ダン」と呼ぶ。戦闘する際のポーズはハヤタと異なる。
北斗 星司 / タックスペース / ウルトラマンA
後半、ゴルゴダ星で捕まったウルトラ兄弟を助けるためにタロウと共に登場。ストーリー上への絡みは少ない。原作のようなテンションの高さはなく、やや冷静になっている。原作で所属している組織TACが存在しないため、衣服は『ウルトラマンタロウ』で着用したもの。なお、ゲーム内では名前が「星児」と誤記されている。
東 光太郎 / コンドル1号 / ウルトラマンタロウ
後半でエースと共に登場。ストーリー上への絡みは少ない。原作のような兄弟一の強さや威厳はなく、平均的な能力。原作で所属している組織ZATが存在しないため、衣服は星司と同じものだが、原作で光太郎はその衣服を着ていない。
おおとり ゲン / ウルトラホーク3号 / ウルトラマンレオ
後半、横浜工業地帯でマグマ星人に苦戦しているセブンを助けに登場し、仲間になる。弟のアストラは必殺技の「ウルトラダブルフラッシャー」使用の際にムービーで登場。こちらも星司や光太郎同様、原作で所属している組織MACが存在しないため、衣服は私服（ダンと初対面の際に着用していたもの）で搭乗メカもウルトラ警備隊のウルトラホークである。
一条寺 烈 / 宇宙刑事ギャバン
演 - 大葉健二
マクーは既に壊滅しているが、銀河連邦警察の中で最も謎となっている光の巨人の捜査のために地球へ来た。途中まで自身が宇宙刑事であることをメンバーに黙っていたが、R惑星にてバルタン星人軍団が地球へ降り立とうとしていることの忠告を聞き、やむなく母艦・ドルギランを呼び寄せ、全ての事実を主人公達に打ち明けた。
伊賀 電 / 宇宙刑事シャリバン
演 - 渡洋史
元は森林警備隊の隊員であったが、バッファローダブラーに地球の治療では間に合わない重傷を負わされてしまったため、烈によってバード星へ送られ、後に宇宙刑事となり異次元空間に飛ばされたギャバンを助けに来る。
本作ではあまりイガ戦士のことについて触れられない。自然が好きで、ゴモラを捕獲した際には飼育するのを楽しみにしていた。
たまに烈のボケに対し毒舌に突っ込む。
沢村 大 / 宇宙刑事シャイダー
演 - 円谷浩
後半でタイムスリップし、混乱の時代へ戻って来た主人公達を助け、彼ら元の世界にいる間により悪化したバディムのことを告げる。
ジロー / キカイダー
演 - 伴大介
光明寺博士が造り上げた人造人間。ダークの怪人が出現したことに気づき駆けつける。良心回路が不完全な人造人間だが、主人公たちと協力したことで友情に目覚め徐々に改善されていく。
イチロー / キカイダー01
演 - 池田駿介
光明寺博士がジローより前に造り上げた太陽光がエネルギー源の人造人間でジローの兄。不完全な良心回路を持つ弟とは違い、彼の良心回路は完全である。後半、ハカイダー四人衆に苦戦していたジローを助けに登場したのをきっかけに、仲間になる。
マリ / ビジンダー
声 - 江川菜子
キカイダー01破壊を目的に動く悪のロボットであったが、イチローの説得により良心を持ち、仲間になる。
剣 流星 / メタルダー
演 - 妹尾洸（剣流星） / 声 - 飯田道郎（メタルダー）
古賀博士が第二次世界大戦で死んだ息子をデザインに開発した限りなく人間に近いロボット。良心回路が不安定なジローを助けたり、不意打ちでやられたトップガンダーを匿ったりと心優しい人造人間だが、凱聖バルスキーや殺し屋ワルダーのような悪でありながらも善の心を持つロボットを平気で見殺しにしてしまうネロス帝国の帝王ゴッドネロスに対して怒り、憎しみを抱いている。
ユーゼスの創り出したダンジョンでゴッドネロスとの決着の際、止めを刺した瞬間、ゴッドネロスによって生命機能を破壊され、死を選ばざるを得なくなるため、主人公の覚悟を決めた協力によって命を断ち、ガイアセイバーズのメンバーで最初の犠牲者となった。しかし、彼の魂は主人公の心の中に刻み込まれ、ユーゼスの繰り出す念動力に苦しむ主人公を助け出すきっかけとなった。
ガイアセイバーズがユーゼスとの決戦を終え、彼も本来の次元へ戻った際、古賀博士によって再び超人機として目覚めた。博士がこれから始まる「戦い」のことを教えようとした直後、彼は敵のネロス帝国のことを知識に入れており、ネロスと戦うことを博士に誓う。
トップガンダー
片目のガンマンロボット。メタルダーにとって最大のライバルであり、親友。
流星に一対一の真剣勝負を挑み、敗れる。後にまた勝負を挑むが、ハカイダーに不意を突かれ、倒れる。その後、流星が彼をグランドバースに連れ出し、修理したことで後に仲間になる。原作と違い、本作では戦死せず、流星が離脱してからも使用可能である。
早川 健 / 快傑ズバット
演 - 宮内洋
ストーリーには直接関連しないため、飛鳥五郎を殺した犯人も迷宮入り。正式に仲間入りするのは後半からであり、前半は条件次第でのペガッサ星人の地球爆破阻止とダーク基地で捕まったガイアセイバーズを助けるのみ。しかし彼の戦闘能力は高いので、終盤まで頼りになる。初対面で烈に姿や風貌から宇宙刑事アラン（『宇宙刑事ギャバン』のゲストキャラクター）と勘違いされる。
何をやらせてもNo.1の男で、鞭で大・中・小の三つの岩を全てウルトラマンの形に彫った。未来から来たドモンのことまで知っており、用心棒との勝負の時と同じような口調で話しかけた。
ドモン・カッシュ / シャイニングガンダム→ゴッドガンダム
声 - 関智一
ネオジャパン代表のガンダムファイター。母を殺し、父を永久冷凍刑にしたという兄・キョウジを憎み、アルティメットガンダム(後に暴走してデビルガンダムへと変貌)を追って地球へと向かう。デビルガンダムとの戦闘中、突然現れた光に飲み込まれ「混沌の時代」へ飛ばされる。古代怪獣ゴモラが眠るコンテナをデビルガンダムだと勘違いし、ゴモラを甦らせてしまう。その後は責任を取るべくガイアセイバーズに協力し、仲間になる。
後半、一時的に元の世界に戻った際、かつての師である東方不敗との戦いでシャイニングガンダムが起動しなくなったため、ゴッドガンダムに乗り換える。その後、東方不敗や凱聖バルスキーと拳を交えたことで「爆熱ゴッドフィンガー」「石破天驚拳」を繰り出せるようになる。
レイン・ミカムラ / ライジングガンダム
声 - 天野由梨
ドモンのサポーター。度々、ドモンの無茶な行動に悩まされている。
後半からは父の作ったライジングガンダムに搭乗して戦いに参加する。終盤でウルベによってデビルガンダムの生体ユニットにされてしまうが、ドモン決死の告白によって意識を取り戻し、デビルガンダム破壊に成功する。
アレンビー・ビアズリー / ノーベルガンダム
声 - 日高奈留美
ネオスウェーデン代表のガンダムファイターでドモンに憧れる少女。ユーゼスによってバーサーカーモードにされてしまうが、レインに救われる。
シュバルツ・ブルーダー / ガンダムシュピーゲル
声 - 堀秀行
ネオドイツ代表の覆面をしたガンダムファイターだが、正体はデビルガンダム細胞から生まれたキョウジ・カッシュの善の心を持つ影であり、ドモンに厳しく接して素性を隠しつつ、彼を見守っていた。
終盤でドモンに全てを打ち明け、自身と共にデビルガンダムの破壊を命じて命を絶つ。
ヒイロ・ユイ / ウイングガンダム→ガンダムエピオン→ウイングガンダムゼロ
声 - 緑川光
序盤、デビルガンダム破壊を任務に登場。前半は稀にガイアセイバーズの援護に来たり、ウルトラマンジャックを助けにバルタン星人撃退に貢献するだけであり、正式に仲間入りするのは後半から。
ネオTDF基地にて鍵が閉まった本部のドアを開けるため、自身の機械技術を発揮した。
デュオ・マックスウェル / ガンダムデスサイズ→ガンダムデスサイズヘル
声 - 関俊彦
序盤、主人公と同じ目的でDG破壊に参加する。前半は神戸港で暴れまわるキングジョーにライトンR-30爆弾を命中させるための時間稼ぎをするなど、ガイアセイバーズに協力的な一面を見せた。
後半ではヒイロ・トロワ・五飛と共にデビルガンダム撃破のためにETF基地を襲撃するが、時空乱流に巻き込まれて未来に飛ばされ、ネオTDFによりガンダムデスサイズを破壊されてしまう。その後主人公や五飛と共に処刑されそうになるがゼクスにより救い出され、デスサイズヘルを託される。
トロワ・バートン / ガンダムヘビーアームズ
声 - 中原茂
前半は選択肢によってカトルと共に百里基地でDGと戦闘。
後半は暴走したカトルが乗るウイングゼロから主人公達を庇い、死亡したかと思われたが、終盤で再登場する。
カトル・ラバーバ・ウィナー / ガンダムサンドロック
声 - 折笠愛
前半でトロワと登場。後に怪獣レッドキングに苦戦していたところをガイアセイバーズに助けられ、仲間になる。
後半、元の世界に戻った際、ウィナー家に反するデモ行進が原因でウイングゼロに搭乗して復讐をするが、トロワの犠牲によってゼロシステムの呪縛から解放される。
張 五飛 / シェンロンガンダム→アルトロンガンダム
声 - 石野竜三
前半は敵としてのみ登場。シェンロンガンダムは仲間にならない。
後半ではゼクスに救い出されてアルトロンガンダムを託されるも、「裏切るような奴を信頼できん」と吐き捨て、一時ガイアセイバーズから離脱する。
ゼクス・マーキス（ミリアルド・ピースクラフト） / トールギス→ウイングガンダムゼロ→ガンダムエピオン
声 - 子安武人
リリーナの実兄で、ヒイロのライバル。彼は混乱の世界へ飛ばされることはない。バルジでヒイロと決闘した後、仲間になる。
リュウセイ・ダテ / R-1、SRX
声 - 三木眞一郎
『新スーパーロボット大戦』からの登場。念動力を持つ青年。明るいお調子者でゲームが大好きだが、正義感が非常に強い。ライやアヤは行方不明だと思い込んでいたが、実際は危険人物として独房に閉じ込められていた。その間、「スーパーロボット大戦シリーズ」全作品をクリアしていたらしい。メタルダー=剣流星とは名前が同じことから親しくなり、その相棒のスプリンガーとはゲーム友達になる。
主人公の不思議な能力、R-GUNとSRXの関係に最初に疑問を抱く。
ライディース・F・ブランシュタイン / R-2
声 - 置鮎龍太郎
『新スーパーロボット大戦』からの登場。本作ではTDF参謀次官。ジャミラやパンドンと戦う際にR-ブレードに搭乗して参戦。
TDFが占領された際、ハヤタや郷と共にオトリとなって前門で凱聖バルスキーと戦い、自身の格闘能力でバルスキーを脅威させた。
アヤ・コバヤシ / R-3
声 - 冬馬由美
『新スーパーロボット大戦』からの登場。本作の彼女はTDF情報部所属という設定。中盤で封印されていたSRX起動の許可をもらい、戦線に参加する。

### 悪側の主要人物

#### ETF
巨大ヤプール
ETF二大巨頭の片割れ。地球制圧とウルトラ兄弟全滅を目論むが、勢力的に衰えが見え始めたためにメフィラス星人のみを残してユーゼスの下へ寝返る。しかし、最終決戦で急遽ガイアセイバーズの危機を救いに来たゾフィーに倒され、ユーゼスに利用されていたことを知り、絶望しつつ消滅した。
メフィラス星人
ETF二大巨頭の片割れで戦術的に長けた異星人。戦いや争いは好まず、交渉で地球を乗っ取ろうと企んでいたが、一時はウルトラマンと戦って武力解決は良くないと言って退散する。
後半、ゴルゴダ星でウルトラ兄弟を人質にタロウと一騎討ちをするが親玉であった巨大ヤプールの裏切りに遭い、やむなくウルトラ兄弟に決死の攻撃を仕掛けるが敗北。巨人の力は災いを呼ぶと捨て台詞を残して消滅した。
バルタン星人（初代、二代目、Jr）
ウルトラマン、ジャックの宿敵。最初はイデ隊員の体内を占拠して地球征服を目論むも主人公、ハヤタ、烈によって阻止される。
その後、二代目がR惑星の調査に向かったモウリ博士の体を占拠したが、ガイアセイバーズの阻止によって再び失敗。しかしそれは二代目の陽動作戦であり、ガイアセイバーズがR惑星で戦っている間に丹張市にてJrが指揮するバルタン星人とビルガモの軍団が二度目の地球征服に訪れたが、MATの郷やドモン、ヒイロ、デュオのガンダムチームに敗北。
ザラブ星人 / にせウルトラマン
悪質な考えを持つETFの幹部。得意の変身能力でウルトラマンに化けて街を破壊する一方、ウルトラマンの信頼喪失を目論み異星で怪獣化したジャミラ大尉を地球に連れてきた。ハヤタこと本当のウルトラマンに敗れ、退散したかと思われていたが、事前にユーゼスに興味を持ったことでTDF基地崩壊直前にユーゼスを救った。バディム誕生の元凶でもある存在。
その後地底貫通ミサイル基地がデビルガンダムに襲撃された際、DG細胞に寄生されてゾンビ怪獣になってしまう。
ゼットン
新西暦155年で科学特捜隊基地襲撃に送り込まれた宇宙恐竜。どうあがいても倒すことは出来ずにウルトラマンは敗北し、変形したR-GUNのHTBキャノンによって撃破される。なお、原作でゼットンを操っていたゼットン星人は登場しないものの、彼らの宇宙船が救助に向かうガイアセイバーズを迎え撃つ中ボス的役割として登場する。
新西暦195年ではDG細胞によって復活し、ギアナ高地で戦っていたドモンとマスターアジアをパンドンと共に襲撃する。
クール星人
ウルトラ警備隊に転属となった主人公らが初めて戦う星人。肉眼で視認できない透明円盤によるアブダクション行為と破壊工作でTDFを混乱に陥れようとするが、風来坊のモロボシダンことウルトラセブンの奇策に敗退する。原作ではウルトラセブンに為す術なく倒されるが、本作は巨大化してアブダクションに使用していた対象の姿を消去する光線を武器に応戦してくる。
ピット星人
宇宙怪獣エレキングを扱う宇宙人二人組。一人はダンのウルトラアイを奪い、もう一人は別組織であるフーマのバッファローダブラーに襲われていた。その後、エレキングはセブンに倒されたため撤退しようとしていたが、セブンのワイドショットで宇宙船ごと撃墜される。
メトロン星人
タバコを好む宇宙人。自身が愛用しているタバコの能力を利用して地球人の廃人化を目論んだがハヤタとダンに突き止められる。その後、話し合いで解決しようと自身が所属するETFの存在と敵対するフーマの組織構成の情報が二人が説得に応じなかったため、実力行使に出て倒される。
その後地底貫通ミサイル基地がデビルガンダムに襲撃された際、DG細胞に寄生されてゾンビ怪獣になってしまう。
キングジョー
神戸の防衛会議を邪魔するためにETFのペダン星人が送り込んだ戦闘ロボット。ガンダムデスサイズの猛攻を受けてもびくともせず、ペガッサシティを破壊するほどの威力のライトンR30爆弾を打ち込まれてもまだ破壊活動を行えるほどに頑丈な装甲を持つ。
神戸襲撃以前にもETFによってペガッサシティに送り込まれ、移動装置を破壊していたことが判明している。
ガッツ星人
セブンの宿敵。ダンが独自で異星人捜査のパトロールをしている途中に突如現れセブンを圧倒して捕らえたが、その後ガイアセイバーズの他、ウルトラ警備隊たちも駆けつけセブンを救出された。
原作の様に作戦失敗の事態に混乱することはなく、あくまで冷静に状況を判断した上でガイアセイバーズに挑むも倒される。
パンドン
ウルトラセブンが前半で戦った最後の怪獣。最初は出撃許可をもらえたリュウセイ達SRXチームによってイベント撃破され、その後改造パンドンとなるが、死ぬ覚悟を決めたセブンと、ガイアセイバーズに倒される。
新西暦195年ではDG細胞によって復活し、ギアナ高地で戦っていたドモンとマスターアジアをゼットンと共に襲撃する。
ナックル星人
ジャックの宿敵。怪獣ブラックキングを操る。ジャックを精神的に追い詰めるため、かつて郷の恋人であった坂田アキとその兄である健を車で轢き殺した。
一度敗北して満身創痍となった郷の目の前で子供達を空中から地面に叩きつけて殺そうとしたが、復活したマンとセブンによって阻止され、セブンのリライブ光線で復活したジャックも参戦した三人のウルトラ戦士に倒される。
エースキラー
エースの宿敵。ゴルゴダ星でのイベントでエースによって撃破される。
テンペラー星人
タロウの宿敵。メフィラス星人に仕え、ゴルゴダ星でエースとタロウに成り済まし、ウルトラ兄弟を十字架に磔にした。
マグマ星人
しし座L77星を滅亡させた、レオの宿敵。横浜工業地帯で電波を乱しており、市民を奴隷化していた。セブンを追い詰めたが、救援に駆けつけたレオの協力によって倒される。

#### フーマ
大帝王クビライ
一万二千年前にムー大陸を支配した不思議界フーマの帝王。当時の戦いで伝説の戦士シャイダー（現在のシャイダー=沢村大の祖先）に首と肉体を切り離されたため、子孫である大に強い恨みと憎しみを抱いていた。かつて宇宙刑事との戦いで死んだマクーのハンターキラー、マドーのサイコラーを地球制圧のために復活させている。後半でETFと協力してカラータイマーを奪取したが、ユーゼスと神官ポーの裏切りに遭い、宇宙刑事と快傑ズバットによって倒される。
ハンターキラー
宇宙刑事を裏切ったマクーの幹部。早川に親友の飛鳥五郎が殺害された事件の容疑者として追われていた。
サイコラー
エスパー犯罪組織マドーの魔王・サイコの化身だが、本作ではサイコがクビライの力で蘇った姿という設定。後半で宇宙犯罪組織決戦との決戦に訪れた宇宙刑事達と戦い、敗北する。
Dr.ポルター
大帝王クビライに仕える幹部で、異次元空間へ飛ばすことが出来る。宇宙刑事との決戦で神官ポーの裏切りに立ち向かうが、凱世クールギンに斬り殺される。
神官ポー
声 - 吉田淳
大帝王クビライに仕える神官。しかしユーゼスの力を利用して永遠に美しくなることと目論みフーマを裏切る。その後、最終決戦ではユーゼスが自分を生かすつもりが無いことを知りユーゼスに反逆するが、ユーゼスの念動力に操られ已む無くガイアセイバーズと戦い、倒される。
不思議獣ムチムチ
『宇宙刑事シャイダー』の劇場版第2作に登場した不思議獣。早川とのムチさばきの対決で、圧倒的な実力と才能の差で早川に敗北。この結果を認めきれずズバットと対峙するが倒される。
流れ星のガンマン・オメガ
『宇宙刑事シャイダー』の劇場版第1作に登場した、銀河連邦警察牢獄から5回も脱獄した極悪犯罪者。銃の腕前は随一といってもいい実力だが、早川との勝負で自身が放った弾全てを撃ち落されてしまう。その直後に怒り出し、宇宙刑事チームも含めズバットと対峙するが倒され、逃亡する。早川に親友の飛鳥五郎が殺害された事件の容疑者として追われていた。
恐竜戦車
『ウルトラセブン』に登場した怪獣。本作ではハンターキラーが光明寺博士を脅して無理矢理作らせたサイボーグ兵器となっている。
ブルトン
『ウルトラマン』に登場した怪獣で本作ではサイコラーが使役する。隕石に擬態した姿で科学特捜隊基地に落下し、運び込まれる形で潜入。時空を歪める能力を用いて基地機能を麻痺させた。
救援に駆けつけたガイアセイバーズとシャリバンの活躍で基地の制圧には失敗。最期は撤退するフーマの殿として怪獣の正体を現すも撃破される。

#### ネロス帝国・ダーク
帝王ゴッドネロス / 桐原鋼造
演 - 藤堂新二
世界的有名な大企業「桐原コンツェルン」を隠れ蓑にして暗躍する悪の組織「ネロス帝国」の帝王。元々は剣流星の生みの親である古賀博士の助手をしていたため、ロボット工学の知識を活かして「ネロス帝国」を結成した。普段は桐原コンツェルンの会長の「桐原剛造」として陰ながら悪事を働いている。後半でTDFを占領している。最終決戦でメタルダーに追い詰められ、メタルダーのレーザーアームを浴びせられる直前、最後の力を振り切ってメタルダーと相打ちとなり、消滅した。
凱聖クールギン
ネロス帝国の軍団長といえる「ヨロイ軍団」の軍団長。その強さは確かであり、一度メタルダーを倒している。TDF基地を占領した際に、桐原剛造の影武者であることが判明した。
凱聖バルスキー
ネロス帝国に仕える「戦闘ロボット軍団」の軍団長。正々堂々とした一対一の戦いを好む古風で誇り高き戦士。後半、ドモンと戦いを通して友情が芽生え、TDF基地の救出に向かったガイアセイバーズのライとも拳を交えている。ゴーストバンクでの決戦でメタルダーと戦い敗れるも、「ドモンたちと戦えて良かった」と台詞を残し倒れる。
プロフェッサー・ギル
「死の商人」と呼ばれる組織「ダーク」を率いる悪のロボット工学者。杖に内蔵した笛を吹き、ロボット達を凶暴化する冷酷な心の持ち主。ダーク基地へ突入してきたガイアセイバーズと戦い死亡するが脳死には至らず、ミラクラー達に救われ「ギルハカイダー」として復活した。
グレイサイボーグ
ダークロボット第1号。時速600㎞の走力を持つサイ型アンドロイド。バラージ砂漠で科学特捜隊を強襲するがキカイダーの助太刀により撤退を余儀なくされる。
続いて日本でダイナマイト強奪を目論み工事現場を襲撃するが、ガイアセイバーズに粉砕された。
カイメングリーン
原作における赤地雷ガマとの兼ね役。闇討ちでキカイダーの完全破壊に成功するものの、逆上したハカイダーに血祭りにあげられてしまう。
サブロー / ハカイダー→ギルハカイダー
演 - 真山譲次（サブロー） / 声 - 飯塚昭三（ハカイダー）
キカイダー打倒のためにダークが光明寺博士をマインドコントロールして造った改造人間で、キカイダーのライバル。原作とTV版の設定が混合されており、キカイダーを目の敵として悪意に満ちているが、卑怯な手段を非常に嫌っており同じダークの一員であるヒトデムラサキが人質を取った際には人質を勝手に解放するなど、味方の思惑などを無視してまで自身の行動を突き通す面も見られる。キカイダーの破壊のみが彼の目的であったために、カイメングリーンがキカイダーを粉々にしたことから後にカイメングリーンを倒してダークを裏切り、一匹狼と化す。その後、改心したトップガンダーと一騎討ちをして敗北。死んだと思われていたが、光明寺博士の脳はトップガンダーによって博士の元へ返されたが、肉体はギルに占領され、ギルハカイダーとなってしまう。
ギルに支配された後にシルバー、レッド、ブルーを引き連れたハカイダー四人衆となって、自身は破壊ロボット軍団凱聖としてネロス帝国に仕えるようになったが、人造人間チームによって四人全て倒される。
殺し屋ワルダー
声 - 渡部猛
侍型の人造人間。本来は『キカイダー01』でビッグシャドウが雇ったロボット。本作ではネロス帝国・暗殺ロボット軍団凱聖として登場。
バルスキーと同じく、正々堂々とした勝負を望み、卑怯な手段を嫌う。善悪を判断することが出来ず、犬は善悪を判別するものと見て苦手であり、スプリンガーを怖がった。ビジンダーに恋心を抱き、ラブレターを送ったことも。ゴーストバンクで01と一対一の勝負を挑み、敗北。死ぬ間際、自身が悪として生まれたことを悔やみつつ倒れる。

#### デビルガンダム一味
キョウジ・カッシュ / デビルガンダム
ドモンの兄。父・ライゾウのアルティメットガンダム開発に関わっていた技術者であり、父親の補佐をしていた。しかし、ウルベとミカムラ博士の陰謀によって母・ミキノは射殺され、父は永久冷凍刑となり、最終手段として自身は彼らの犠牲を乗り越えDGに搭乗。キョウジとしての自我を失い、暴走を始めることとなった。
「混乱の時代」に姿を現した際は機動兵器とは思えぬ異形に加え、凄まじい戦闘能力・生物のように成長・増殖するという能力から「イン石怪獣D」と称され、最強の怪獣として善悪双方の組織が巡り、争いがさらに激化することになってしまう。
終盤でシュバルツの出現によってキョウジとしての意識を取り戻し、DGと共に自身を消すようドモンに命じて死亡。
東方不敗 / マスターガンダム
声 - 秋元羊介
拳と布のみでモビルファイターを撃破するといわれる「流派東方不敗」を完成させた拳法の達人で、ドモンの師匠。デビルガンダムと遭遇するもののDG細胞を跳ね除け、地球環境の回復に協力したのだが、環境汚染の原因は人間と見てドモン達に敵として立ち塞がる。しかしその後もドモンを陰ながら支え、究極奥義「石破天驚拳」を伝授する。終盤、ランタオ島にてドモンと最後の勝負を挑み、真のキング・オブ・ハートとなったドモンに敗れ、赤く燃えているような朝陽の中でドモンに看取られて息を引き取る。
ウルベ・イシカワ / マスターガンダム（DG細胞）
声 - 飛田展男
ネオジャパン軍の軍人。善人を装った野心家で、カッシュ博士に嫉妬心を抱いていたミカムラ博士を利用して、デビルガンダムによる世界征服を目論む。その後、全ての悪事を知ったドモンによって倒される。

#### その他の悪役
ベムラー
ウルトラマンが捕らえていた宇宙犯罪者。護送中に脱走し、主人公の駆るアールガンとウルトラマンに討伐される。
アントラー
バラージ国の砂漠でTDFを襲撃する。連続航空機墜落事件の犯人である蟻地獄怪獣で、光明寺博士の護送機を撃墜したことで彼がダークの囚われの身になってしまう。ウルトラマンとアールガンに倒された。
レッドキング
怪獣無法地帯と言われる多々良島にて、観測隊を襲った凶暴な怪獣。ダークが捕獲し、サイボーグ兵器化して戦力にしようと試みるが失敗、TDFの観測基地を襲う。途中で観測隊を助け出したカトルのガンダムサンドロックを怪力で追い詰め、自爆一歩手前まで苦しめるが、駆け付けたガイアセイバーズの手で倒された。
ゴモラ
ジョンスン島にてTDFが生態調査のために捕獲した怪獣。輸送中にデビルガンダムを運搬していると勘違いしたドモンに襲撃され、暴走して大阪を襲う。
ウルトラマンによって倒されるが、その後も雑魚敵として度々登場する。
ペガッサ星人
ペガッサ星の宇宙人で、ETFとは無関係に巨大都市型宇宙船ペガッサシティで漂流していたが、ETFに策略の道具として利用された。他の宇宙人の情報に疎いのか、知的な宇宙人は皆、移動自在な人工惑星に住んでいると思っていた。
故郷であるペガッサシティの爆発を阻止できなかった地球を目の敵として見て、地球爆発を目論んだ。地球爆発の基本ルートはセブンによって阻止される（原作とは違い、セブンに襲いかかる）のだが、時間が間に合わなかった場合、早川によって阻止される。
トレーズ・クシュリナーダ / トールギスII
声 - 置鮎龍太郎
TDF特殊部隊OZの創設者兼最高指揮官。指令のみならず、MS、剣術も優れた天才者。バルジでの決戦にて五飛と対峙。五飛の実力を悟り、敢えて隙を見せて自らの否を認め自爆する。
ユーゼス・ゴッツォ
オリジナルキャラクター。バード星人と地球人の混血人で、銀河連邦警察の捜査員。地球で発生する怪奇現象と大気汚染の捜査、地球の環境再生、そして銀河連邦警察の間で最も謎と見られている光の巨人の捜査のためにギャバンと共に地球へ訪れる。青く美しい地球を愛する反面、地球人を蔑視する傾向が見られ、自身の理解者であろうとしたイデ隊員にも心を開けずにいた。
序盤で地球の大気汚染が深刻な状態になっていることに焦りを感じ、イデ隊員の静止も振り切り大気浄化弾を独断で使用するが実験は失敗。特殊な電磁霧が地球を覆ってしまい地球防衛レーダー網が使用不可能になり、その責任を取らされ独房行きとなる（後にこの電磁霧はザラブ星人によって除去される）。中盤でETFの史上最大の侵略作戦によりTDF基地が壊滅した際、顔と身体の大部分を失う瀕死の重傷を負った所を、かつて面識のあったザラブ星人によって救われたが、与えられた顔を忌み嫌い、仮面で偽りの素顔を隠すようになった。最終決戦で巨人の力と甦らせたデビルガンダムを融合させ、自身を核にして生み出した戦士ゼストと化し、ガイアセイバーズに最終決戦を挑む。結果、圧倒的な再生能力を阻むためにといったウルトラ兄弟たちの犠牲により、光の巨人としての力を無効化され、再生出来ず苦戦しているところで主人公とSRXチームの合体攻撃「天上天下一撃必殺砲」によって肉体は消滅。素顔を露にしてしまい、その顔は男主人公と全く同じであること（女主人公の場合は「顔が似ている」という台詞になる）が判明。主人公は彼の良心がクローンとして成り立っていたと悟る。また、ガイアセイバーズ達がいた世界はユーゼスが「CPS（クロスゲート・パラダイム・システム）によって新たな世界を創造し、そこで全能なる調停者となる」目的を達成すべく創り出された異なる時間と空間が混在した世界であったことが判明。ユーゼスは地球人を苦しませていたようで実際は善と悪の間で己と戦った自身が最も苦しみ続けていたのであった。彼が死んだことによって世界は崩壊、ヒーロー達は本来の時空へ戻りエンドを締めることとなる。
スーパーロボット大戦シリーズでの詳細はゼ・バルマリィ帝国#ユーゼス・ゴッツォを参照。

### その他の人物
Mr.カーダー
カード集めが趣味の青年。アイテムとして所々に落ちているヒーローのカードを決められた分だけ集めて彼に話しかけるとカードの集まった画面を見ることが出来る。池袋市で彼にジャンケンで勝つことでカードが手に入ることも。過去の時代にも未来の時代にも登場するが同一人物ではなく、未来のMr.カーダーは2代目で、過去で出会ったMr.カーダーは彼の父親らしい。
ムラマツ
ハヤタが所属する特殊部隊科学特捜隊のキャップ（隊長）。ハヤタがウルトラ警備隊へ転任してからもガイアセイバーズを支える。
キリヤマ・カオル
ウルトラ警備隊の隊長。厳しいダンの上司であるが、部下思いの心優しい一面も併せ持つ。その人間性から部下からの信頼は厚い。中盤よりエスカレートしていく戦いに立ち向かうため、ハヤタを隊長として多くのメンバーを揃えた独立遊撃部隊ガイアセイバーズを結成した。
友里 アンヌ
ウルトラ警備隊の女隊員で、ダンの恋人。ガッツ星人との戦いから疲れ果てていたダンの身を心配していた。改造パンドンとの戦いで自身の正体を打ち明けたダンを優しく受け入れた。その後、TDF基地がバディムに占領された際、囚われの身になるが、ガイアセイバーズによって救出され、ダンと再会を果たす。
ゾフィー
宇宙警備隊隊長であり、ウルトラ兄弟たちの長男。最終決戦の際に復活を果たそうとしていたヤプールを阻止するために登場。
セブン上司
セブンと瓜二つのM78星人。度重なる戦闘で肉体的に疲れ果てていたセブンの身を案じ、ウルトラの星へ帰ることを勧めた。
岸田 文夫
MATの隊員。バルタン星人軍団の地球襲来の際に郷と共に出撃する。
コム
ギャバンたちが所属するバード星の銀河連邦警察の長官。声のみの登場。ペガッサ星の爆発を阻止できなかった事で多くの星からの信頼を失った事に対し非情な決断を下すが、ギャバンのために地球は守り続けるように命ずるなど、気の利く一面を見せる。
ミミー
ギャバンの付き添いで地球へ来たコム長官の娘。ペガッサ星の爆発を阻止できなかったために多くの星からの信頼を失ったことから父親であるコム長官の命令によりバード星へ帰ることとなる。
アニー
シャイダーの付き添いで地球へ来た女宇宙刑事。シャイダーに助言を与える以外、大した場面はない。
古賀 竜一郎
ロボット工学に優れた科学者で、メタルダーの生みの親。第2次世界大戦時から自身の隠し基地シルバーカークスにメタルダーを保存していた。現代に至って、メタルダーを目覚めさせることが必要だと悟り起動させたが、剣流星は「戦う」という意味をまだ知らなかったために、自身を犠牲にしてアンドロボット軍団の攻撃を受けて死亡したが、その直後、流星は超人機メタルダーに瞬転した。
スプリンガー
メタルダー=流星のサポートメカとして開発された人間の言語を話すことが出来る犬型ロボット。TDF基地に入って早速、テレビゲームにはまり熱中。途中で今後ソフト化されることとなる『α』の宣伝をした。SRXチームのリュウセイ・ダテとゲーム友達となる。後半、相棒である流星と共にガイアセイバーズに復帰した際、事前にリュウセイに頼まれていた『スーパーロボット大戦F』のデータを残し忘れたため、リュウセイをガッカリさせた。最終決戦でメタルダーの死と共に彼も消滅する。
光明寺博士
ロボット工学の世界的権威で、イチローとジローの生みの親。ダークによって囚われの身となるが、最終的にトップガンダーによって救われており、一家揃ってスイスへ旅立って行った。
光明寺 ミツコ
光明寺博士の娘。ダークによって囚われの身であったが、早川によって救われ、ジローたちガイアセイバーズに介抱される。父の影響からジローの修理をするなどある程度の技術を取得している。
ライゾウ・カッシュ
ネオジャパンの科学者で、ドモンの父親。アルティメットガンダムを造り上げた開発・責任者。ウルベの策謀により永久冷凍刑にされるが、ウルベの仕業と知られてからはガイアセイバーズに救われた。
ミカムラ博士
ネオジャパンの科学者で、レインの父親。才能でライゾウに劣る事から嫉妬心を持っており、その嫉妬心をウルベに利用され、彼の悪事に加担してしまう。終盤でウルベがアルティメットガンダムを暴走させた黒幕であると打ち明けるが、その直後にウルベの怒りを買い、射殺される。
ハワード
派手な格好にサングラスが特徴であるバーニア開発の専門家。自機が撃墜され、宇宙をさまよっていた主人公を匿った。その後は主人公をピースクラフトの一員と見なし、アルティメットガンダム破壊の任務に就かせたが、それが本ストーリー全ての始まりとなった。
リリーナ・ドーリアン
ドーリアン外務次官の一人娘として育った少女。正体は完全平和主義を唱えるサンクキングダムの王女リリーナ・ピースクラフトであり、ゼクス（ミリアルド）の実の妹でもある。終盤でバルジとの決戦のために自身の権力を活かしてガイアセイバーズに貢献する。
ブルックリン・ラックフィールド
リョウト・ヒカワ
クスハ・ミズハ
レオナ・ガーシュタイン
本作でのTDF基地やバビロスでセーブ要員を担当するオリジナルキャラクター。主人公の性別によるが、セーブした回数次第で恋人候補となり、エンディングで主人公のアシスタントとして登場する。
なお、彼らは後に『α』の主人公となる。また、ブルックリンはスーパーロボット大戦シリーズでは「ブリット」という愛称で呼ばれているが、本作では本名で呼ばれている。
ラオデキヤ・ジュデッカ・ゴッツォ
『新スーパーロボット大戦』で登場したジュデッカ＝ゴッツォと姿形は同じだが別人である。本作では主人公が記憶を取り戻した際の回想シーンで登場し、ユーゼスに時空間を超える方法を教えた。
自身を別の宇宙でユーゼスに創り出された者であり、この宇宙でユーゼスを創り出した者と名乗り、『α』で前者の存在として登場する。
竜ヶ森の老人
竜ヶ森の湖を背景に新しいヒーローを考えていた際、ハヤタの助言によってウルトラマンを考え付いた。以降もウルトラマンのレパートリーは増え続け、後半においてはウルトラの父やウルトラの母を創り上げた。

## 主題歌
オープニングテーマ
- 「輝け!!スーパーヒーロー」

作詞 - なかの★陽 / 作曲・ブラスアレンジ - 渡辺宙明 / 編曲 - 信田かずお / 歌 - 堀江美都子、水木一郎
- 「スーパーヒーロー作戦!」

作詞 - なかの★陽 / 作曲 - 渡辺宙明 / 編曲 - 信田かずお / 歌 - 水木一郎、堀江美都子 / コーラス - FUSE
エンディングテーマ「星に願いを」
作詞 - 田村多津夫 / 作曲・編曲 - 菊池俊輔 / 歌 - 堀江美都子

## 関連商品

### 攻略本
- スーパーヒーロー作戦 完全攻略ガイド ISBN 9784073108412
- スーパーヒーロー作戦 特捜ファイル ISBN 9784575161526
- スーパーヒーロー作戦 パーフェクトガイド ISBN 9784797308563
- スーパーヒーロー作戦 勝利の書 ISBN 9784063431476
- プレイステーション必勝法スペシャル スーパーヒーロー作戦 ISBN 9784766931549

### ムック
- スーパーヒーロー作戦読本 ISBN 9784766931228
- スーパーヒーロー作戦 キャラクター大百科 ISBN 9784766931372

### コミック
- スーパーヒーロー作戦 ギャグウェポン ISBN 9784056020731

### CD
- スーパーヒーロー作戦 オリジナル・サウンドトラック
- スーパーヒーロー作戦 ボーカルコレクション